# Neuaigen (Gemeinde Tulln)
Neuaigen ist ein Dorf im südwestlichen Weinviertel und Katastralgemeinde sowie Ortschaft der Stadtgemeinde Tulln im Bezirk Tulln in Niederösterreich. Der Ort liegt nördlich der Donau etwa 5 km nordwestlich von Tulln. Die Ortschaft hat 573 Einwohner (Stand 1. Jänner 2024).

## Geschichte
Die Herrschaft Neuaigen wurde als „neven Aygen“ 1277 erstmals urkundlich genannt und könnte ein Lehen des Bistums Passau gewesen sein. Dort, wo sich heute das Schloss Neuaigen befindet, gab es bereits eine wehrhafte Anlage, die vermutlich durch Laurenz Freiherr von Hofkirchen errichtet wurde. Hofkirchen wurde 1494 vom römisch-deutschen König Maximilian I. mit der Herrschaft belehnt. Nach Zerstörungen im Dreißigjährigen Krieg errichtete Georg Andre Freiherr von Hofkirchen (1562–1623) einen Neubau. Allerdings verloren die Hofkirchner als Protestanten ihre Güter. Graf Karl von Harrach und später Katharina von Herberstein, aber auch Johann Joachim Ehrenreuter und Johann Peter Freiherr von Verdenberg wurden als neue Besitzer von Neuaigen erwähnt. 1685 gelangte Neuaigen an Johann Ferdinand Graf Enckevoirt und 1746 durch Heirat an die Grafen Breuner. Unter den Grafen Breuner-Enckevoirt, die in Grafenegg und in Asparn an der Zaya begütert waren, wurden bis 1848 von Neuaigen aus die Breuner'schen Besitzungen der Umgebung verwaltet.
Nach dem Aussterben der Grafen Breuner im Mannesstamm fiel deren Besitz 1894 an eine Tochter, die mit dem schlesischen Herzog zu Ratibor und Fürsten von Corvey Victor II. Amadeus verheiratet war. Seitdem blieb das Schloss, wie auch Schloss Grafenegg und Schloss Asparn, im Besitz des Hauses Ratibor, einer Nebenlinie des Hauses Hohenlohe-Schillingsfürst, die später durch Adoption auch den Namen Metternich-Sandor annahm. Nach dem Zweiten Weltkrieg war das Schloss bis 1955 von der Roten Armee besetzt. In dieser Zeit wurden wertvolles Interieur zerstört und geplündert. Wieder zurück im Besitz der Familie Ratibor-Metternich-Sandor wurde das Schloss 1970 umfassend renoviert und dient heute als Wohnhaus der Familie.
Bis 1996 hatte die kleine Ortschaft eine Haltestelle auf der naheliegenden Franz-Josefs-Bahn, die mit Stetteldorf am Wagram geteilt wurde. Seit damals hat das Dorf keinen Anschluss zum Bahnverkehr mehr.

## Kultur und Sehenswürdigkeiten

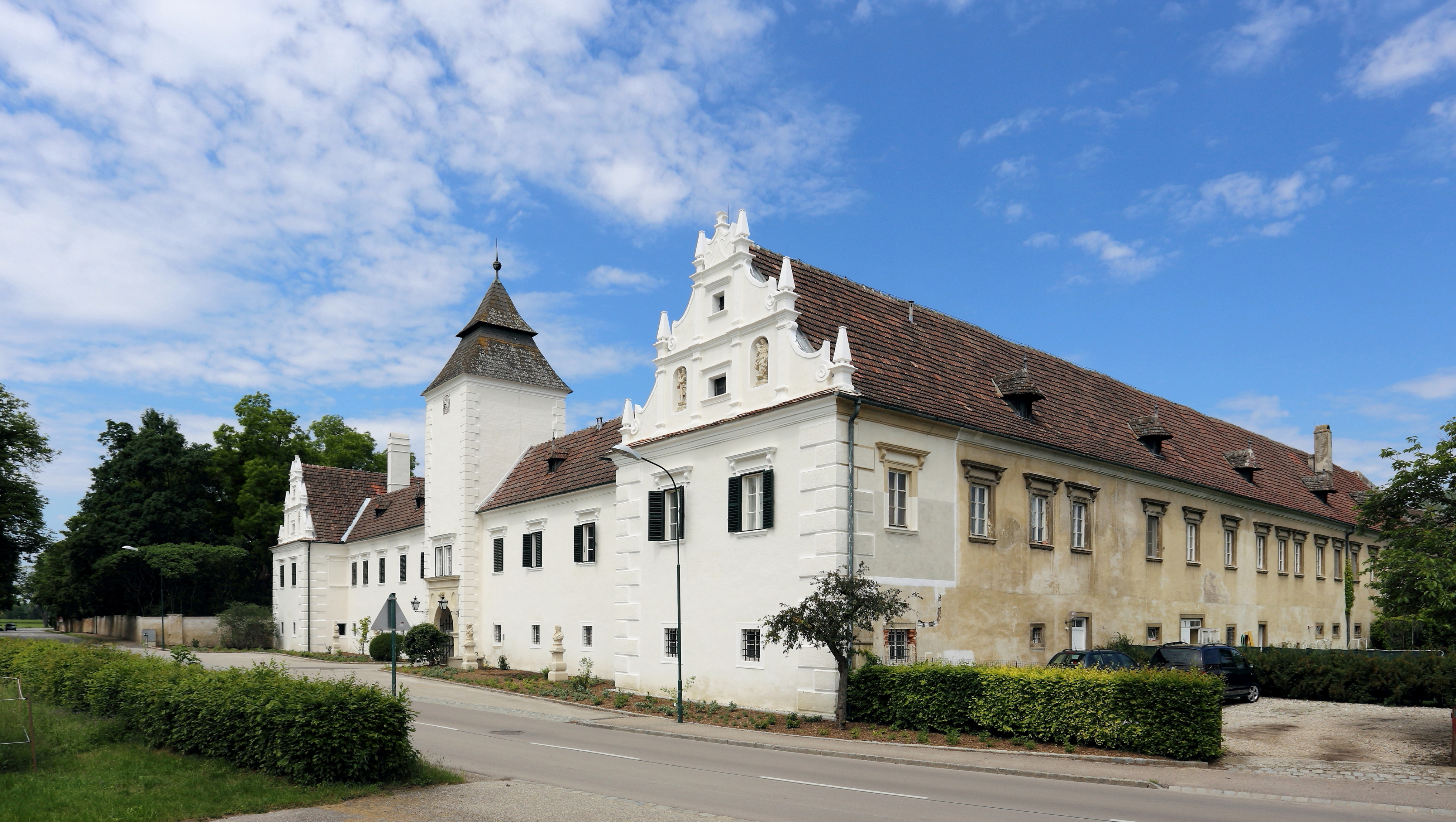
Südostansicht des Schlosses Neuaigen

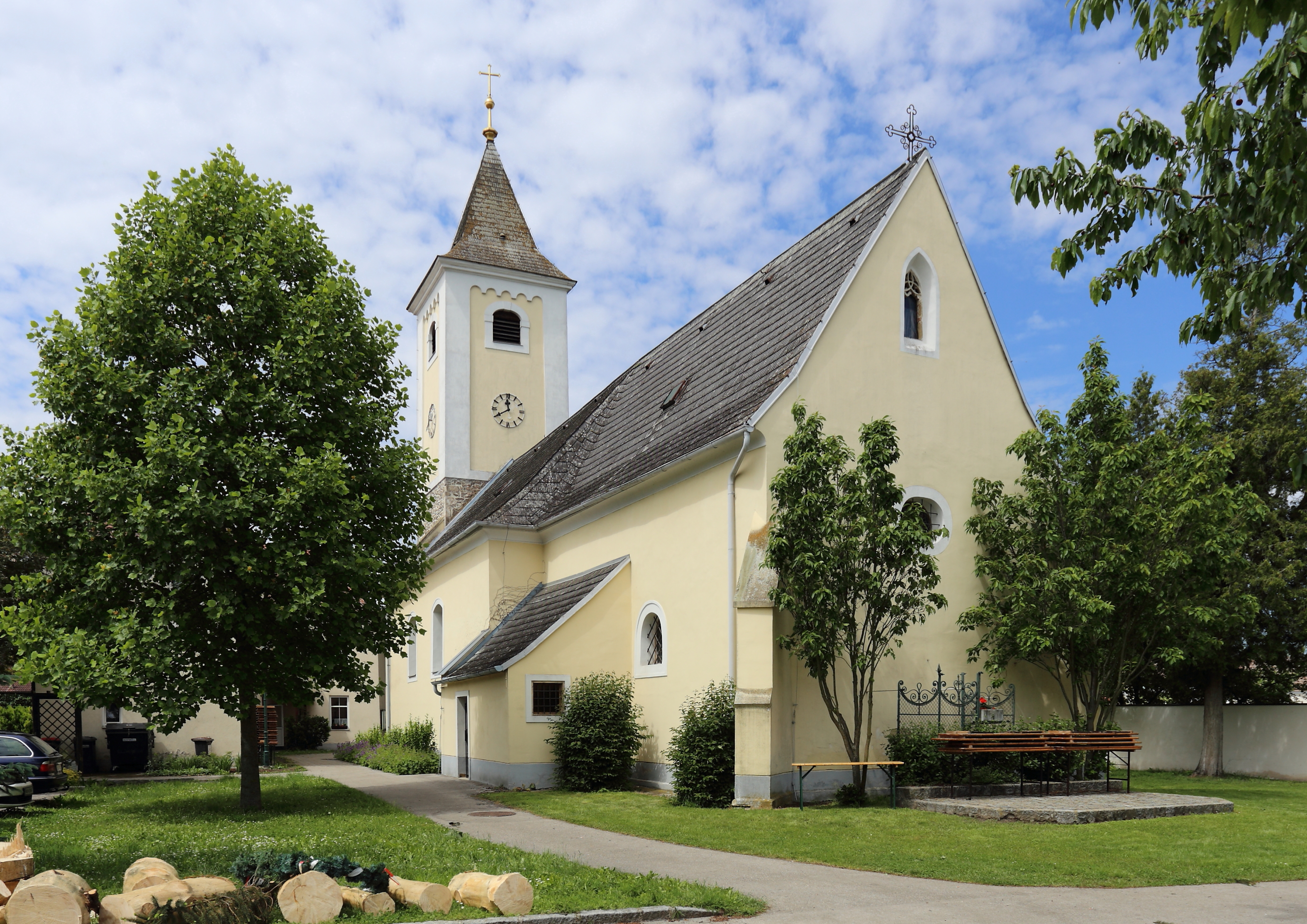
Pfarrkirche Neuaigen

- Schloss Neuaigen: Um 1494 wurde ein Vorläuferbau errichtet. Anfang des 17. Jahrhunderts wurde es im Stil der Spätrenaissance umgebaut und im 18. Jahrhundert barockisiert. Der Baukörper ist mit zwei Geschoßen breit gelagert. An der Südfront erhebt sich in der Mitte ein mächtiger leicht vorspringender quadratischer Torturm an den zwei fünfachsige Trakte anschließen, an die wiederum die Seitenflügel anstoßen. Die Fassade und die Giebelwände sind reich gegliedert und mit zahlreichen Figuren und Ornamenten geschmückt. Die vier Flügel des Schlosses umschließen einen weiträumigen Wirtschaftshof. Im Nordostecke des Hofes führt eine Durchfahrtshalle in den Park und in den Wirtschaftsbereich. Vor der Südfassade stehen straßenseitig vier Sandsteinbüsten aus der Mitte des 18. Jahrhunderts. Eine Waldschneise führt vom Haupteingang bis zur Donau. Das Schloss dient heute als Wohngebäude und ist daher nicht zu besichtigen.
- Katholische Pfarrkirche Neuaigen Mariä Himmelfahrt

## Wirtschaft und Infrastruktur

### Öffentliche Einrichtungen
- In Neuaigen befindet sich ein Kindergarten, welcher im Herbst 2019 verlegt wurde.[4][5] Das Gebäude des alten Kindergartens wird, wie auch vor dem Umzug der Einrichtung, noch für Wahlen verwendet.

### Vereine
- In Neuaigen befindet sich, typisch für ländliche Ortschaften, eine Freiwillige Feuerwehr.[6]
- In der Ortschaft gibt es den 1963 gegründeten Sportverein Neuaigen (SV Neuaigen),[7] dessen Fußballmannschaft derzeit in der 2. Klasse Donau aktiv ist und den Großteil seiner Historie in dieser Spielklasse verbrachte. Bislang konnte der Fußballverein einen Meisterschaftsgewinn in seiner Geschichte vorweisen, in der Spielzeit 2013/14 ist man in die 1. Klasse Nordwest aufgestiegen.[8][9] In der Saison darauf stieg man als Tabellenvorletzter wieder in die 2. Klasse Donau ab.[10] Zusätzlich besitzt der Sportverein eine Tennismannschaft für Herren und Damen.
- Ein Reiterhof befindet sich nicht weit vom Schloss und Sportplatz entfernt.